# Бобслей на зимних Олимпийских играх 1976
Соревнования по бобслею на зимних Олимпийских играх 1976 года прошли с 6 по 14 февраля в пригороде Инсбрука Игльсе. Изначально планировалось провести данные состязания на трассе американского Денвера, но жители города на проведённом референдуме проголосовали против финансирования строительства такого сооружения, поэтому Олимпийскому комитету пришлось перенести Игры в Австрию. В срочном порядке была подготовлена трасса, уже принимавшая олимпийские соревнования 12 лет назад. Длина трассы составила 1220 м, она имела 14 изгибов при среднем градиенте 8,5 %.
Многие спортивные функционеры подвергали трассу критике, называя её устаревшей и не соответствующей современным нормам, многие выступали против проведения здесь олимпийских заездов. Так, один из членов британской делегации, отметил, что Международный олимпийский комитет с такими лёгкими трассами превратил бобслей в «спорт для слабаков».
В соревнованиях приняли участие 92 человека из 13 стран мира, были разыграны два комплекта наград. Все заезды проходили исключительно днём, при этом температура окружающего воздуха всё время оставалась выше нуля по Цельсию. Главной неожиданностью на трассе стал стремительный прорыв сборной ГДР, которая впервые реализовала свой потенциал, на долгие годы став главной бобслейной силой мира. Восточно-германский пилот Майнхард Немер добился для своих экипажей победы в обеих дисциплинах, завоевав золото как в двойках, так и четвёрках.

## Медали

### Общий зачёт
| Общее количество медалей |           |        |         |        |       |
| Место                    | Страна    | Золото | Серебро | Бронза | Всего |
| 1                        | ГДР       | 2      | 0       | 0      | 2     |
| 2                        | ФРГ       | 0      | 1       | 1      | 2     |
| 2                        | Швейцария | 0      | 1       | 1      | 2     |

### Медалисты
| Дисциплина       | Золото                                                                      | Серебро                                                            | Бронза                                                                   |
| Мужчины-двойки   | ГДР · Майнхард Немер · Бернхард Гермесхаузен                                | ФРГ · Вольфганг Циммерер · Манфред Шуман                           | Швейцария · Эрих Шерер · Йозеф Бенц                                      |
| Мужчины-четвёрки | ГДР · Майнхард Немер · Йохен Бабок · Бернхард Гермесхаузен · Бернхард Леман | Швейцария · Эрих Шерер · Ульрих Бехли · Рудольф Марти · Йозеф Бенц | ФРГ · Вольфганг Циммерер · Петер Уцшнайдер · Бодо Битнер · Манфред Шуман |